# Antony Hook
Antony Hook (ur. 10 kwietnia 1980) – brytyjski polityk, prawnik i samorządowiec, poseł do Parlamentu Europejskiego IX kadencji.

## Życiorys
Absolwent historii na University College London (2001), w 2002 uzyskał dyplom z prawa na City University, a w 2004 magisterium w tej dziedzinie na tej samej uczelni. Odbył kurs zawodowy w Inns of Court School of Law. Podjął praktykę zawodową jako barrister, specjalizując się w prawie karnym. Dołączył do zespołu prawników Great James Street Chambers.
Od 1998 działacz Liberalnych Demokratów. W 2014 odpowiadał za kampanię w wyborach europejskich w jednym z okręgów wyborczych. W 2017 wybrany na radnego hrabstwa Kent. Zasiadł także w radzie miejskiej Faversham. W wyborach w 2019 uzyskał mandat eurodeputowanego IX kadencji.